# 安大略縣 (紐約州)
安大略縣（英語：Ontario County）是美国纽约州的一個郡，位於該州西部，面積1,716平方公里。2020年時統計人口為11萬2,458人。首府卡南代瓜市（Canandaigua）。

## 歷史
該縣成立於1789年1月27日，縣名是易洛魁語的訛拼，意思是「美麗的湖泊」。